# Родител
Родител е грижещият се за собственото си потомство индивид. При хората, родителят е този, който се грижи за децата си, като „дете“ се отнася за потомство, а не непременно за възраст.
Биологичен родител е човек, чиито гамети са предадени в дете: мъжките чрез сперма, а женските чрез яйцеклетка. Биологичните родители са роднини от първо коляно, като всеки от тях има 50% генетично участие. Жена може да стане родител и чрез сурогатно майчинство.
Родители могат да бъдат и осиновители, които се грижат за потомство, без да имат биологична връзка. Сираци, без осиновители, могат да бъдат отгледани от техните баби и дядовци или други членове на семейството.
С напредъка в медицината, е възможно да има повече от двама биологични родители. Пример за едновременно трима биологични родители са случаите, включващи сурогацията или трето лице, което е предоставило ДНК проби по време на асистираната репродуктивна процедура, която е променена генетичен материал на получателите.
Най-често срещаните видове родители са майки, бащи, доведени родители (мащехи, пастроци), баби и дядовци.
Степента, която е социално приемливо за майка да бъде включена в живота на потомството им, е различна в различните култури. Деца, които получават твърде малко грижи, се наричат изоставени деца. Свръхзагрижени са родителите в другата крайност.

## Типове
Биологични родители на индивид (тяхното дете) са лицата, от които индивида наследява своите гени. Терминът обикновено се използва за разграничаване на биологичните родители от небиологичните, заели същата социална роля. Примерно когато баща се жени повторно, децата му от първия брак могат да наричат майка както своята мащеха, така и биологичната си майка, независимо колко рядко имат контакт с нея.
Особени казуси има при кръвосмешение.

## Родителски казуси
Тест за бащинство се изпълнява, за да се докаже дали един мъж е биологичен баща на друго лице. Това може да е от значение от гледна точка на правата и задълженията на бащата. По същия начин, може да се направи и тест за майчинство. Това е по-рядко срещан случай, тъй като по време на раждане и бременност, освен в случаите на ембриотрансфер или дарени яйцеклетки, е очевидно коя е майката. Въпреки това, този тест се използва в редица събития, като например съдебни битки, където се оспорва майчинството на човек, когато майката не е виждала детето си за продължителен период от време, или когато е необходимо да бъдат идентифицирани починали лица.
Въпреки че не представляват напълно надеждни доказателства, няколко вродени черти като долната гънка на ушите, V-образното очертание на косата в центъра на челото или трапчинките, могат да служат като ориентировъчни показатели за (не) родителство, тъй като те са лесно наблюдаеми и наследени чрез автозомно-доминантни гени.
По-надежден начин да се установи родителство е чрез ДНК анализ (известен като генетично профилиране). В настоящите методи за тестване на бащинство се използва полимеразна верижна реакция и дължината на рестрикционните фрагменти полиморфизми. В повечето случаи, обаче, генетичното профилиране е почти поема всички други форми на тестване.

## Роли и отговорности

### Попечителство
Законен настойник (попечител) е човек, който има законното право (и съответното задължение) да се грижи за личните и имуществените интереси на друго лице, която грижа се нарича опека. Настойници обикновено се използват в три ситуации:
- при трайна неработоспособност;
- поради старост или инвалидност;
- за умствено изостанали възрастни.

Повечето държави имат закони, които предвиждат, че родителите на непълнолетно дете са законните попечители на това дете, и че родителите могат да определят кой ще стане законен настойник на детето, в случай на смърт, подлежащо на съдебно одобрение. Някои юрисдикции позволяват родител на дете да упражнява властта на законен настойник без официално съдебно произнасяне. При тези обстоятелства, действащ родител, в това си качество, се нарича естествен попечител на детето.

### Родителство
Възпитанието или отглеждането на децата е процес на насърчаване и подкрепата на тяхната физическо, емоционално, социално, финансово и интелектуално развитие от ранна детска възраст до зряла възраст. Родителството се отнася до аспектите на отглеждане на дете отвъд самата биологична връзка.

## Полове
Едно дете има поне един биологичен баща и най-малко една биологична майка, но не всяко семейство е традиционно. Има много варианти, като например осиновяване, споделено родителство, смесено родителство (семейство, където поне един родител има деца, които не са генетично свързани с другия съпруг или партньор) и ЛГБТ родителство, над които има противоречия.

## Родителство и щастие
В Европа, родителите обикновено са по-щастливи спрямо тези, които не са родители. При жените щастието се увеличава след първото дете, но раждането на повече деца не е свързано с допълнително благополучие. Щастието се увеличава най-много през годината преди и годината след първото раждане.